# Ormyrus unimaculatipennis
Ormyrus unimaculatipennis is een vliesvleugelig insect uit de familie Ormyridae. De wetenschappelijke naam is voor het eerst geldig gepubliceerd in 1916 door Alexandre Arsène Girault.